# Банківський службовець
Банківський службовець (англ. The Bank Clerk) — американська короткометражна кінокомедія Роско Арбакла 1919 року.

## У ролях
- Роско ’Товстун’ Арбакл
- Моллі Мелоун